# Derechos humanos en Sahara Occidental

División del Sáhara Occidental entre los territorios ocupados y la zona libre.

Los derechos humanos en Sahara Occidental es uno de los aspectos del conflicto en curso entre el pueblo saharaui y el Frente Polisario contra el Reino de Marruecos.
El gobierno de Marruecos ve al Sáhara Occidental como sus provincias del sur. El gobierno marroquí considera al Frente Polisario como un movimiento separatista dados los supuestos orígenes marroquíes de algunos de sus líderes.
El Frente Polisario sostiene que, de acuerdo con organizaciones internacionales como la ONU o la UA, el territorio del Sahara Occidental tiene derecho a la autodeterminación, y que según esas organizaciones Marruecos ocupa ilegalmente las partes del Sáhara Occidental que están bajo su control. El Polisario ve eso como consecuencia de la visión de un Gran Marruecos, alimentado en el pasado por Istiqlal y Hassan II, y se considera a sí mismo un movimiento de liberación nacional que apunta a llevar el territorio en disputa a la independencia bajo la República Árabe Saharaui Democrática.
Los Estados Unidos, la Unión Europea, la Unión Africana y las Naciones Unidas no reconocen la soberanía de Marruecos sobre el Sáhara Occidental.

## Violaciones a los derechos humanos en el marco del conflicto
El conflicto del Sáhara Occidental ha provocado graves abusos contra los derechos humanos, sobre todo los bombardeos aéreos con napalm y fósforo blanco de los campos de refugiados saharauis, el consiguiente éxodo de decenas de miles de civiles saharauis del país, y la expropiación forzada y expulsión de decenas de miles de civiles marroquíes por parte del gobierno de Argelia en reacción a la Marcha Verde, así como violaciones a los derechos humanos y a lo establecido en la  convención de Ginebra por parte del Frente Polisario, el gobierno marroquí y el gobierno argelino.
Tanto Marruecos como el Polisario se acusan mutuamente de violar los derechos humanos de las poblaciones bajo su control, en las partes controladas por Marruecos del Sáhara Occidental y en los campamentos de refugiados de Tinduf en Argelia, respectivamente. Marruecos y organizaciones como France Libertés consideran que Argelia es directamente responsable de los delitos cometidos en su territorio y acusan al país de haber estado directamente involucrado en tales violaciones.

## Críticas y condenas de organizaciones internacionales
Marruecos ha sido repetidamente condenado y criticado por sus acciones en el Sáhara Occidental por varias organizaciones internacionales no gubernamentales (ONG), tales como:
- Amnistía Internacional[5]

- Human Rights Watch[6]

- Organización Mundial Contra la Tortura[7]

- Freedom House[8]

- Reporteros Sin Fronteras[9]

- Comité Internacional de la Cruz Roja

- Oficina del Alto Comisionado de las Naciones Unidas para los Derechos Humanos[10]

- Derechos Human Rights (Equipo Nizkor)[11]

- Defend International[12]

- Front Line Defenders[13]

- Federación Internacional por los Derechos Humanos[14]

- Asociación para los Pueblos Amenazados[15]

- Consejo Noruego para Refugiados[16]

- Centro Robert F. Kennedy para la Justicia y los Derechos Humanos[17]

- Instituto del Cairo para Estudios sobre Derechos Humanos[18]

- Red Árabe de Información sobre Derechos Humanos[19]

- Red Euromediterránea de Derechos Humanos[20]

El Polisario ha recibido críticas de la organización France Libertés por su trato a los prisioneros de guerra marroquíes,  y por su comportamiento general en los campos de refugiados de Tinduf según informes del Centro Europeo de Inteligencia Estratégica y Seguridad. Un número de exmiembros del Polisario que se han unido a Marruecos acusan a la organización de abuso de derechos humanos y secuestro de la población en Tindouf.

## Evolución desde el inicio del conflicto
Durante la guerra (1975–91), ambos bandos se acusaron mutuamente de atacar a civiles. Ninguno de los reclamos ha encontrado apoyo en el extranjero. EE. UU., UE, UA y ONU se negaron a incluir al Frente Polisario en sus listas de organizaciones terroristas. Los líderes del Frente Polisario sostienen que se oponen ideológicamente al terrorismo, ya que habían condenado los ataques terroristas, y firmaron la "Convención para Prevenir y Combatir el Terrorismo", en el marco de los acuerdos establecidos en la Unión Africana.

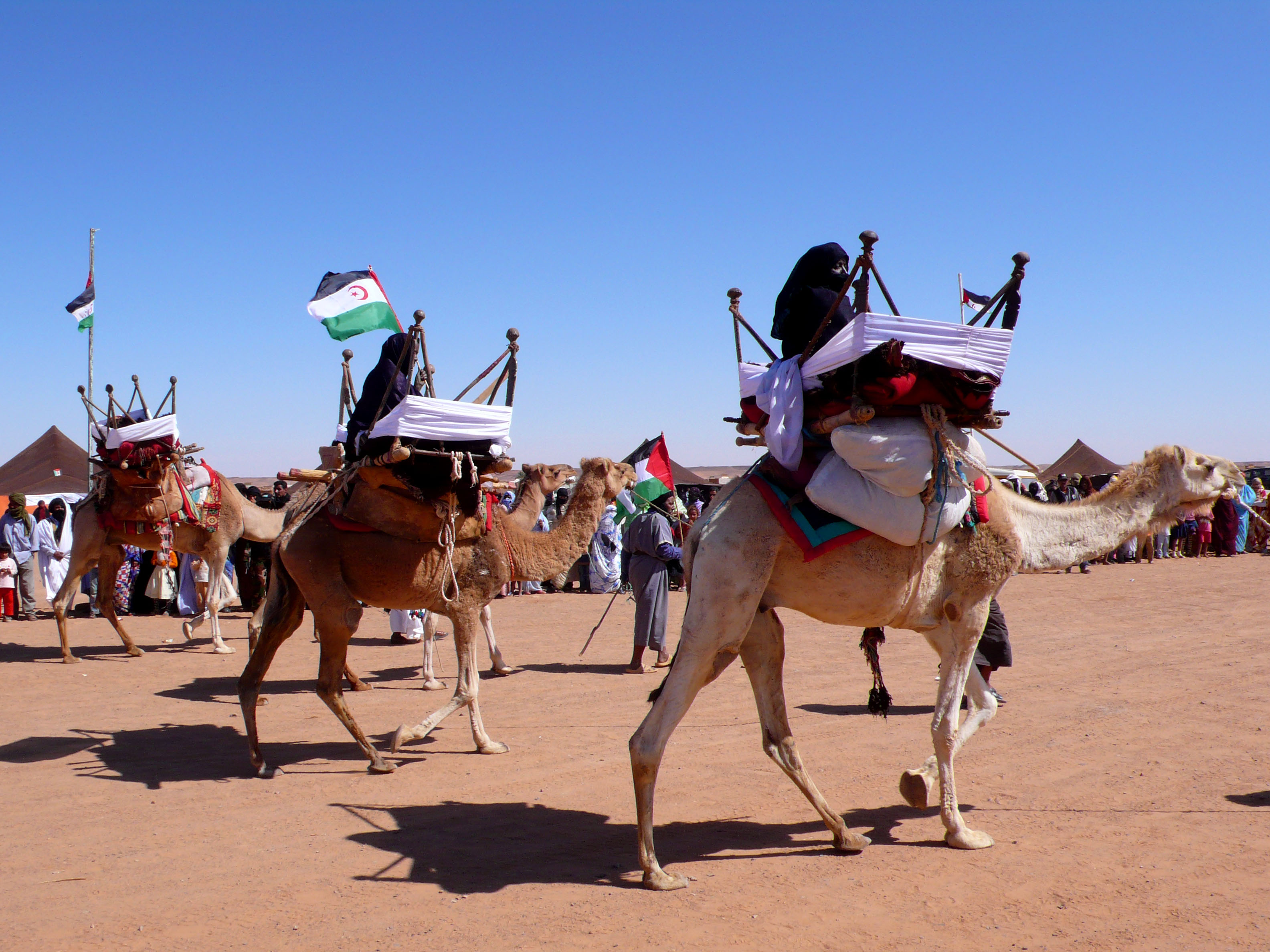
El campamento de refugiados de Tinduf es donde están exiliados los saharauis de su territorio.

Los derechos humanos están fuertemente afectados en los territorios del Sáhara Occidental controlados por Marruecos, según Amnistía Internacional en 2003 y Human Rights Watch en 2004. Si bien la situación ha mejorado desde principios de la década de 1990, la liberalización política en Marruecos no ha tenido el mismo efecto en el Sáhara Occidental según el informe de Amnistía Internacional de 2004. Hay denuncias de abuso policial y tortura por parte de organizaciones del Frente Polisario, y los presuntos disidentes son hostigados. El Departamento de Estado de los Estados Unidos informó en el 2000 que hubo detenciones arbitrarias de saharauis y que no hubo asociaciones de trabajadores. Los presos de conciencia fueron mantenidos en condiciones miserables según los grupos del Polisario. Algunos saharauis también se quejan de la discriminación sistemática en favor de los colonos marroquíes.
La respuesta marroquí a las manifestaciones de 2005 fue muy agresiva y provocó reacciones internacionales. En un cuestionado juicio masivo en diciembre de 2005, 14 activistas saharauis fueron sentenciados a penas de prisión; muchos más habían sido detenidos anteriormente. La mayoría de estos prisioneros fueron liberados más tarde por decreto real en la primavera de 2006, pero algunos han sido nuevamente arrestados.
Según el informe de 2006 del Departamento de Estado de EE. UU. sobre Marruecos: "La ley generalmente establece la libertad de expresión y de prensa. El gobierno generalmente respetó estos derechos en la práctica, siempre que no fueron criticados el Islam, la monarquía y la integridad territorial (la inclusión de Sahara Occidental). A lo largo del año, varias publicaciones pusieron a prueba los límites de la libertad de prensa".
El informe de 2005 del Departamento de Estado de EE. UU. sobre la actitud de Marruecos hacia los derechos humanos señaló que "[en] 2004, varios grupos internacionales de derechos humanos estimaron que 700 personas fueron encarceladas por defender la independencia del Sáhara Occidental".  Se ha impedido que periodistas extranjeros y misiones visitantes recorran el territorio y en algunos casos se los ha deportado. En 2004, el periodista marroquí Ali Lmrabet fue condenado a fuertes multas y diez años de prohibición de ejercer el periodismo, por referirse en un artículo a los saharauis en Tinduf, Argelia, como "refugiados" en lugar de "secuestrados" o "raptados", como es la posición oficial marroquí. A las organizaciones saharauis de derechos humanos se les ha negado el permiso para operar en Marruecos: la rama saharaui del Foro Marroquí para la Verdad y la Justicia (FVJ) se disolvió en 2003 y sus miembros fueron arrestados. Posteriormente fueron liberados en las amnistías reales de 2006, o antes de eso, incluso si algunos han sido arrestados nuevamente desde entonces. En la actualidad, varias organizaciones, como la ASVDH, operan ilegalmente, con activistas ocasionalmente sujetos a arrestos y hostigamiento, mientras que otras, como el Frente Polisario cerca de AFAPREDESA, son principalmente activas en el exilio.
Los activistas saharauis han tratado de compensar esto mediante el uso extensivo de Internet, informando sobre manifestaciones ilegales y documentando a través de imágenes y videos en línea el abuso y la tortura cometidos por fuerzas policiales. Marruecos ha respondido bloqueando el acceso a Internet a estos sitios en Marruecos y en el Sáhara Occidental, lo que provocó acusaciones de censura.
 
El 20 de diciembre de 2005, Reporteros Sin Fronteras informó que Marruecos había agregado Anonymizer a su lista negra de Internet, días después de que la asociación recomendara el servicio a los marroquíes y saharauis que deseaban acceder a los sitios saharauis prohibidos. "Estos sitios web, que promueven la independencia del Sáhara Occidental, han sido censurados desde principios de diciembre", informa.